# Akwaponika

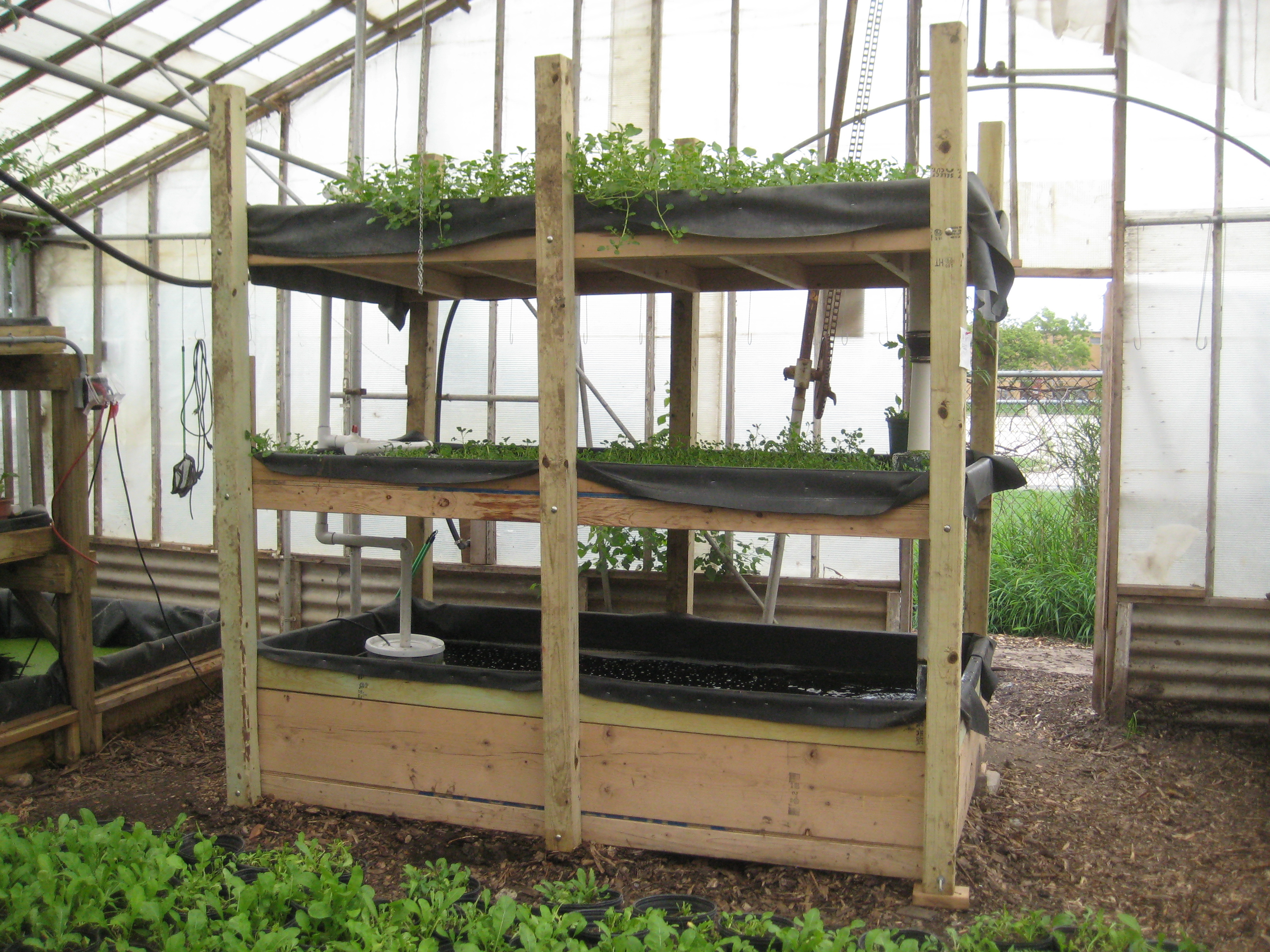
Mały, przenośny system akwaponiczny. Półka dolna to zbiornik na ryby. Wyższe półki - uprawa roślin

Akwaponika to system produkcji żywności łączący konwencjonalną akwakulturę (hodowlę wodnej fauny w zbiornikach) z hydroponiką (uprawa roślin w wodzie) w wytworzonym symbiotycznym środowisku. W konwencjonalnej akwakulturze ekskrementy zwierząt kumulują się w wodzie, zwiększając jej toksyczność. W systemie akwaponicznym woda z akwakultury zasila system hydroponiczny, gdzie produkty uboczne rozkładane są przez bakterie na azotany i azotyny, które następnie wchłaniane są przez rośliny jako produkty odżywcze. Oczyszczona w ten sposób woda wraca do akwakultury.
Ubytek wody w takim systemie to głównie parowanie. Stosując właściwe rozwiązania technologiczne do utrzymania pożądanej temperatury i zasilania pomp do cyrkulacji wody, system taki może być niemal samowystarczalny.